# Кичино (Вологодская область)
Кичино — деревня в Шекснинском районе Вологодской области.
Входит в состав сельского поселения Железнодорожного, с точки зрения административно-территориального деления — в Железнодорожный сельсовет.
Расстояние по автодороге до районного центра Шексны — 15 км, до центра муниципального образования Пачи — 3 км. Ближайшие населённые пункты — Красное, Гари, Антипино.
По переписи 2002 года население — 30 человек (14 мужчин, 16 женщин). Всё население — русские.